# لوكا ستانشيتش
لوكا ستانشيتش (بالسيريلية الصربية: Лука Станчић؛ مواليد 1939 – 2 يناير 1990) كان مدرب ولاعب كرة سلة محترف صربي، قضى كامل مسيرته كلاعب ومعظم مسيرته كمدرب مع فريق مدينته ميتالاك. اشتهر بإنجازاته التدريبية مع منتخبي يوغوسلافيا للناشئين والشباب في أواخر سبعينيات القرن الماضي.

## المسيرة التدريبية
أمضى ستانشيتش ثلاث فترات مع فريق مسقط رأسه ميتالاك. كما درب فريقي فويفودينا وبوسنة القويين في سراييفو. كما أمضى عامًا في التدريب في الكويت في أواخر الثمانينيات.

### منتخبات يوغوسلافيا الوطنية
درب ستانشيتش منتخب يوغوسلافيا الوطني للناشئين في بطولتين أوروبيتين للناشئين. فاز بالميدالية الذهبية في بطولة دمشق، سوريا، عام 1979، والميدالية الفضية في بطولة لو توكيه وبيرك، فرنسا، عام 1977.
درب ستانشيتش منتخب يوغوسلافيا للناشئين في ثلاث بطولات أوروبية للناشئين. فاز بالميدالية الذهبية في بطولة عام 1976 في سانتياغو دي كومبوستيلا بإسبانيا، والميدالية الفضية في بطولة عام 1980 في مدينة سيلجي اليوغوسلافية، والميدالية البرونزية في بطولة إيطاليا عام 1978 في روزيتو ديلي أبروتسي وترامة بإيطاليا. كان دوشان إيفكوفيتش، قاعة مشاهير الاتحاد الدولي لكرة السلة، مساعده في عام 1976.
كان ستانشيتش مساعدًا لمدرب المنتخب اليوغوسلافي الذي فاز بالميدالية البرونزية في بطولة العالم لكرة السلة عام 1982. وكان رانكو جرافيكا مدربًا رئيسيًا للمنتخب اليوغوسلافي.

## الإرث
بطولة لوكا ستانشيتش التذكارية هي بطولة كرة سلة دولية للشباب تم تنظيمها لتكريم ستانشيتش. تم افتتاحه في عام 2012.